# Municipio Guadalupe y Calvo
Koordinaten: 26° 5′ N, 107° 0′ W
Guadalupe y Calvo ist ein Municipio mit etwa 53.500 Einwohnern im mexikanischen Bundesstaat Chihuahua. Das Municipio hat eine Fläche von 9649,9 km². Verwaltungssitz und größter Ort im Municipio ist das gleichnamige Guadalupe y Calvo.
Guadalupe y Calvo wurde nach der Jungfrau von Guadalupe und José Joaquín Calvo, einem ehemaligen Gouverneur von Chihuahua, benannt.

## Geographie
Das Municipio Guadalupe y Calvo liegt im äußersten Süden des Bundesstaats Chihuahua auf einer Höhe zwischen 200 m und 3300 m. Es zählt zur Gänze zur physiographischen Provinz der Sierra Madre Occidental und liegt in der hydrologischen Region Sinaloa und entwässert in den Pazifik. Die Geologie des Municipios wird zu 87 % von rhyolithischem Tuff bestimmt bei 5 % Andesit-Brekzie; vorherrschende Bodentypen im Municipio sind der Leptosol (35 %), Regosol (25 %), Luvisol (15 %), Phaeozem (12 %) und Cambisol (10 %). Etwa 89 % des Municipios sind bewaldet, 7 % werden ackerbaulich genutzt, 4 % dienen als Weideland.
Das Municipio grenzt an die Municipios Balleza, Morelos und Guachochi sowie an die Bundesstaaten Sinaloa und Durango.

## Bevölkerung
Beim Zensus 2010 wurden im Municipio 53.499 Menschen in  11.476 Wohneinheiten gezählt. Davon wurden 14.341 Personen als Sprecher einer indigenen Sprache registriert, darunter 7.445 Sprecher des Tepehuano de Chihuahua und 5.833 Sprecher der Tarahumara-Sprache. 21 Prozent der Bevölkerung waren Analphabeten. 16.979 Einwohner wurden als Erwerbspersonen registriert, wovon ca. 87 % Männer bzw. 2 % arbeitslos waren. 47 Prozent der Bevölkerung lebten in extremer Armut.

## Orte
Das Municipio Guadalupe y Calvo umfasst 1001 bewohnte localidades, von denen der Hauptort sowie Baborigame vom INEGI als urban klassifiziert sind. Acht Orte wiesen beim Zensus 2010 eine Einwohnerzahl von über 500 auf. Die größten Orte sind:
| Ort               | Einwohner |
| Guadalupe y Calvo | 5816      |
| Baborigame        | 3294      |
| Atascaderos       | 1559      |
| Las Yerbitas      | 1200      |
| Turuachi          | 1131      |